# 12259 Szukalski
12259 Szukalski (1989 SZ1) là một tiểu hành tinh vành đai chính được phát hiện ngày 16 tháng 9 năm 1989 bởi E. W. Elst ở Đài thiên văn Nam Âu. The object was được đặt theo tên của Belgian artist Albert Szukalski.